# Radegast (berg)
Radegast är ett berg i Tjeckien.   Det ligger i regionen Zlín, i den östra delen av landet, 280 km öster om huvudstaden Prag. Toppen på Radegast är 1 101 meter över havet.
Terrängen runt Radegast är huvudsakligen kuperad.Runt Radegast är det ganska glesbefolkat, med 42 invånare per kvadratkilometer. Närmaste större samhälle är Frenštát pod Radhoštěm, 8,0 km norr om Radegast. I omgivningarna runt Radegast växer i huvudsak blandskog.